# Anglobanka
Anglobanka je rondokubistická budova vyplňující podstatnou část severní fronty domů na Masarykově náměstí v Hradci Králové.

## Historie
Masarykovo náměstí bylo vymezeno v zastavovacím plánu města Hradce Králové, který vytvořili architekti Oldřich Liska a Václav Rejchl, v roce 1911. Urbanistickým zpracováním náměstí pak pověřil tehdejší starosta města František Ulrich architekta Josefa Gočára. Na parcele nynější Anglobanky začal v roce 1922 stavět Alois Lípa, v červenci roku 1923 ale parcelu s rozestavěným objektem zakoupila Anglobanka (též Anglo-československá banka) a finální architektonický návrh byl již v březnu 1923 svěřen právě Gočárovi. Ten kromě projektu banky samotné navrhl i úpravy fasád sousedících domů, aby v čele náměstí vytvořil jednolitou frontu (domy byly navýšeny o jedno patro a doplněny mohutnou atikou). Stavitelem budovy pak byl Josef Fňouk.
V roce 1934 byly v přízemí průčelí do ulice Čelakovského zřízeny výklady, v letech 1950, 1961 a 1965 byly v interiérech rozdělovány obytné prostory na menší, v roce 1985 byly prodejní prostory v přízemí adaptovány.
Kromě Anglobanky v prostorách sídlila státní banka československá, Okresní národní pojišťovna (1948–49), zdravotní středisko, pošta (od roku 1959), pobočka Komerční banky (od roku 1994).
Od roku 1958 je budova chráněnou kulturní památkou.
Pomník T. G. Masaryka před budovou byl společně s celkovou úpravou náměstí dokončen v roce 1926.

## Architektura
Budova je třípatrová, fasáda je zpracována ve stylu rondokubismu s prvky kubismu. Hladký vlys nad přízemím a mohutná římsa nad druhým patrem fasádu opticky rozdělují na tři horizontální části. Nejnápadnější je horní část, s obloučkovou atikou zakončenou ve tvaru opakovaných písmen M – tento motiv Gočár zopakoval i na fasádách sousedních obytných domů. Zajímavým prvkem je také konkávně prohnuté nároží. Hlavní vchod objektu má obložení z leštěné švédské žuly.
V původním návrhu se v přízemí nacházel obchod a banka (v přízemí se v oknech zachovaly originální mříže), za halou pak kanceláře a v patrech byly byty. Součástí Gočárova návrhu bylo i vybavení interiéru, například již zmiňované okenní mříže, dřevěné obložení stěn, kazetový strop, mosazná svítidla (všechny tyto prvky se zachovaly), dřevěno-mosazné bankovní přepážky nebo nábytek – tyto části vybavení se ovšem zachovat nepodařilo.